# GE Dash 9
Dash 9（ダッシュ 9）は、GEトランスポーテーション・システムが製造した電気式ディーゼル機関車のシリーズである。1990年代に従来のDash 8シリーズの後継機種として登場し、2000年代前半のエボリューション・シリーズへの移行まで生産された。

## 概要
既存のDash 8シリーズの改良版で、高粘着台車HiAdを装備する。出力が4000馬力と4400馬力のものがあり、さらに6動軸のものと8動軸のものがある。
機関はいずれもゼネラル・エレクトリック製の16気筒4行程エンジンである7FDL型で、ターボチャージャーを搭載する。

## 車種

### Dash 9-40C
Dash 9-40C（C40-9）は、1995年1月から3月までに製造された6動軸・C-C型車軸配置の機関車である。
125両がノーフォーク・サザン鉄道に納入され、それぞれ48224-48348を付番された。既存の車両が出力4400馬力だったのに比べ、本形式は4000馬力となり、出力が抑えられているが、これはエンジンの寿命の延長とオーバーホール間隔の延長を狙ったもの。
運転室形状は従来のものを踏襲しているが、屋根上に空調機を搭載しており、外観がそれまでのものと異なる印象を持つことから、「トップハット」（帽子をかぶっている）というニックネームを持っている。

### Dash 9-40CW
Dash 9-40CW（C40-9W）は、1996年1月から2004年9月までに製造された6動軸・C-C型軸配置の機関車である。
1089両が製造され、全車両がノーフォーク・サザン鉄道に納入された。基本的にDash 9-40Cの延長線上にあり、出力が4000馬力に抑えられているのも同じである。
現在は後継機種のES40DCがラインナップされている。
韓国で製作されたアニメーション「チビ列車ティティポ」ではこの機関車をモデルとしたマニーとバニーという名前の双子のキャラクターが登場するが、車軸配置がB'o-B'oになっている、前部連結器が格納式になっている等実車と異なる部分が幾つか見受けられる。

### Dash 9-44CW
Dash 9-44CW（C44-9W）は、1993年から2004年まで製造された4400馬力の機関車であり、Dash 9の代名詞的存在である。
シカゴ・アンド・ノースウェスタン鉄道、アッチソン・トピカ・アンド・サンタフェ鉄道、その後身であるBNSF鉄道、CSXトランスポーテーション、サザン・パシフィック鉄道、カナディアン・パシフィック鉄道、BCレール、ユニオン・パシフィック鉄道といった多くの北アメリカの鉄道事業者が導入した。
現在は鉄道車両の排出規制により、後継機種としてES44DCがラインナップされている。

### BB40-9W
Dash 9-40CWの狭軌版であるが、車体構成は大きく異なり、8動軸、B-B+B-B型軸配置の機関車である。
全141両をブラジルのEFVM（総合資源開発会社リオドセが運営する鉄道）が所有している。付番は1113-1253。EFVMは軌間1000mmのメーターゲージであり、必然的に台車の幅が狭い。そのためにDash 9シリーズが搭載するモーターを台車に装架できず、同じ出力を得る手段として小型のモーターを8個使用する。